# 한용태
한용태(韓勇太, 1996년 10월 30일~)는 재일 한국인 전직 축구 선수로 현역 시절 포지션은 공격수였다.

## 구단 경력
2019 시즌을 앞두고 마쓰모토 야마가에 입단한 뒤 가고시마 유나이티드로 임대되어 도쿠시마 보르티스와의 J2리그 2019 개막전 선발 출전을 통해 프로 데뷔전을 치르자마자 프로 데뷔골을 신고하며 팀 승리를 이끄는 등 리그 35경기 11골의 준수한 성적을 기록했다.
이후 2020 시즌에는 도치기 SC에서 임대 선수로 활동하다가 2021 시즌을 앞두고 이와테 그루자 모리오카로 트레이드되어 팀의 J3리그 2021 준우승 및 차기 시즌 J2리그 승격에 일조했다.
그러나 2022 시즌 J2리그에서 22팀 중 최하위로 1시즌만에 J3리그로 강등된 이후 계약을 종료한 뒤 이듬해인 2023년 8월 4일 은퇴를 선언함으로서 4년간의 선수 생활에 마침표를 찍었다.

## 국가대표팀 경력
북한 U-23 대표팀의 일원으로 2018년 아시안 게임에 출전해 5경기 1골을 기록하며 팀의 5회 연속 아시안 게임 8강 진출에 일조했다.

## 수상

### 클럽
이와테 그루자 모리오카
- J3리그 : 준우승 (2021)